# Portada/efemèride setembre 19
Glückel d'Hamelín
« 18 de setembre · 19 de setembre · 20 de setembre »